# 디디 콘

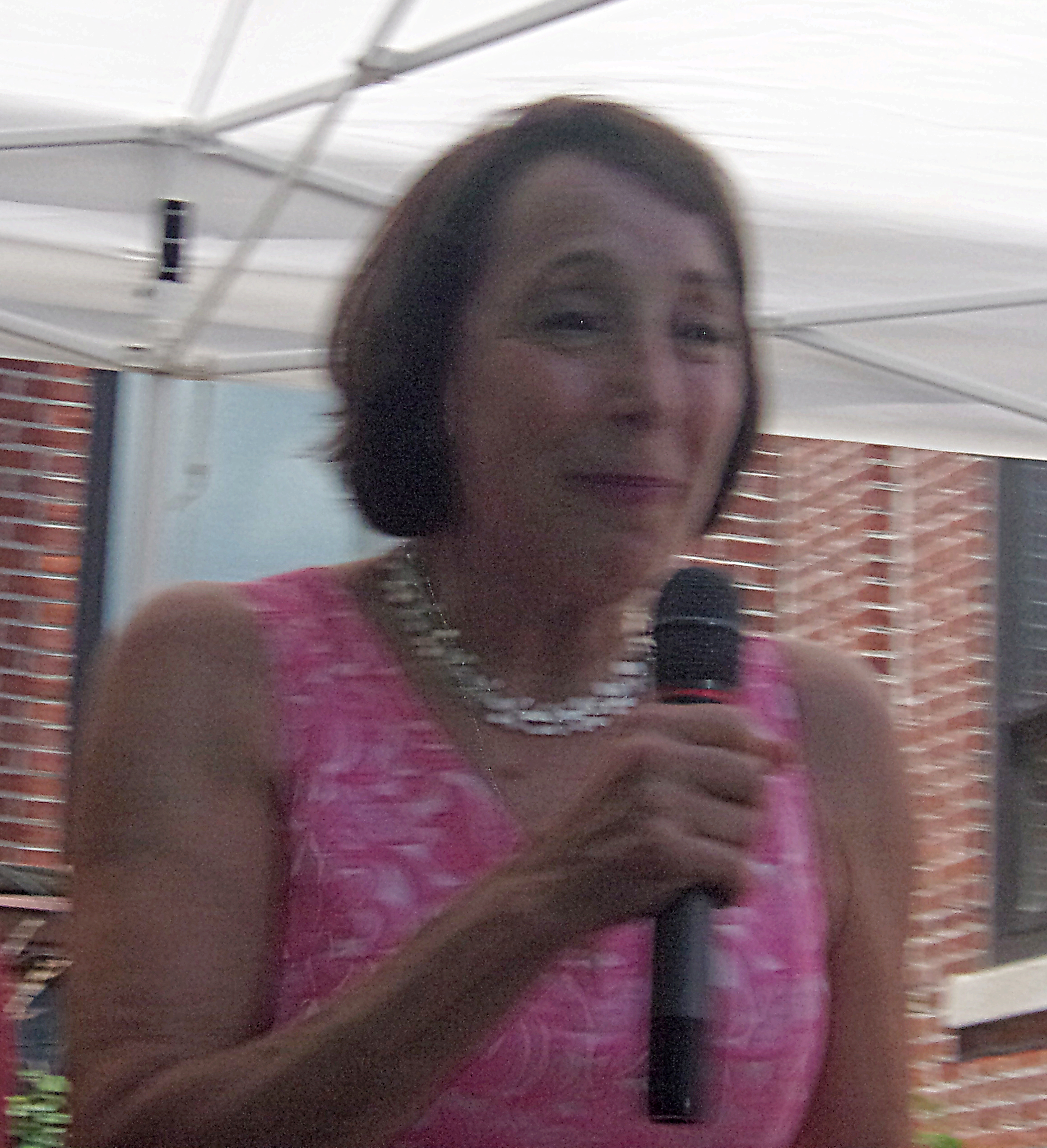

디디 콘(Didi Conn, 1951년 7월 13일 ~ )는 미국의 배우, 성우이다.
브루클린에서 태어났다.

## 출연 작품

### 영화
- 그대는 내 인생의 빛 (1977)
- 사랑의 데이트 (1978, Three on a Date)
- 그리스 (1978) - 프렌치 역
- 그리스 2 (1982)
- 토마스와 마법 기차 (2000)

### 텔레비전
- L.A. 로 (1994)
- 성범죄수사대: SVU (2008-10)